# Песчаная акация
Песча́ная ака́ция, аммоде́ндрон, коян-суек (лат. Ammodéndron) — род растений семейства Бобовые (Fabaceae), включающий от двух до семи видов. Листопадные кустарники или небольшие деревья, произрастающие в странах Средней Азии, Казахстане, Иране, на северо-западе Китая.

## Ботаническое описание
Высота от 0,5 до 8 м.
Листья перистые с шелковистым опушением, заканчиваются колючкой. Цветут в апреле, цветки в кистях, мелкие, тёмно-фиолетовые.
Бобы сжатые, крылатые, нераскрывающиеся, 1—2-семенные, поспевают в июне.

## Значение и применение

### Медонос
Наибольшее количество нектара у песчаной акации выделяется с 11 до 13 часов при 25—28° и относительной влажности 50—30%. Содержание сахара в нектаре колеблется в течение дня от 20 до 40%. По показаниям контрольного улья, максимальное количество мёда за день достигало 2 кг 800 г.  В условиях Узбекистана цветки за сезон выделяют до 25 кг нектара на гектар. За период цветения в контрольном улье прибавляется до 10 кг мёда.

### Прочее
Скотом поедается плохо и кормовое значение имеют только в бескормицу. Пригодно для закрепления песков. Имеют декоративное значение.
Корни песчаной акации традиционно применялись местным населением для окраски шерсти в жёлтый цвет.
Древесина используется как топливо, пригодна для токарных изделий.

## Таксономия
Ammodendron Fischer ex DC., Prodromus Systematis Naturalis Regni Vegetabilis 2: 523 Архивная копия от 2 июня 2021 на Wayback Machine. 1825.
Название рода образовано от слов Ammos — «песок» и dendron — «дерево», то есть „песчаное дерево“.

### Виды
По информации базы данных The Plant List, род включает 5 видов:
- Ammodendron bifolium (Pall.) Yakovlev — Песчаная акация двулистная
- Ammodendron conollyi Boiss. — Песчаная акация Конолли
- Ammodendron eichwaldii Ledeb. — Песчаная акация Эйхвальда
- Ammodendron karelinii Fisch. & C.A.Mey. — Песчаная акация Карелина
- Ammodendron maxima (Fernald) A.Heller